# 蘇薩角
蘇薩角（英語：Susa Point），是南極洲的海岬，位於南喬治亞群島，處於昆伯蘭東灣的愛德華七世灣入口處以南0.4公里，由奧托·努登舍爾德率領的瑞典探險隊測量，由英國海外領土管轄。